# میدلبورگ، شهرستان واشینگتن، مریلند
میدلبورگ (به انگلیسی: Middleburg) یک منطقهٔ مسکونی در ایالات متحده آمریکا است که در مریلند واقع شده است. میدلبورگ ۷۰ نفر جمعیت دارد.